# Liste der Monuments historiques in Betschdorf
Die Liste der Monuments historiques in Betschdorf führt die Monuments historiques in der französischen Gemeinde Betschdorf auf.

## Liste der Bauwerke
| Bezeichnung                       | Beschreibung                                                | Standort                          | Kennzeichnung | Schutzstatus | Datum | Bild           |
| --------------------------------- | ----------------------------------------------------------- | --------------------------------- | ------------- | ------------ | ----- | -------------- |
| Protestantische Kirche Kuhlendorf | Fachwerkkirche mit Schulraum und Lehrerwohnung, 1820 gebaut | Kuhlendorf, rue du village (Lage) | PA00084616    | Inscrit      | 1978  | weitere Bilder |